# Gadi Eizenkot
Gadi Eizenkot (hebrejsky: גדי אייזנקוט, narozen 19. května 1960) je izraelský generál a v letech 2015 až 2019 náčelník Generálního štábu Izraelských obranných sil. Z dalších vrcholných vojenských funkcí zastával v letech 2006 až 2011 nejprve velitele armádního severního velitelství, a posléze mezi roky 2012 až 2015 pozici zástupce náčelníka Generálního štábu. Od října 2023 je ministrem bez portfeje ve vládě B. Netanjahua.

## Biografie
Narodil se v Tiberiadě v severní Izraeli, vyrůstal v jihoizraelském Ejlatu. Po narukování do armády byl přiřazen k brigádě Golani, které později v letech 1997 až 1998 velel. V té době úspěšně dokončil bakalářské studium historie na Telavivské univerzitě a absolvoval kurzy US Army and Security Studies. V roce 1999 byl vybrán, aby se stal vojenským poradcem tehdejšího premiéra Ehuda Baraka a ministra obrany. Poté velel formaci Amud Haeš v divizi Judeje a Samaří. V červnu 2005 povýšil do operačního ředitelství. Poté, co generálmajor Udi Adam v říjnu 2006 rezignoval v důsledku druhé libanonské války, jej Eizenkot nahradil ve vedení severního velitelství. V jeho čele stál až do roku 2011. V prosinci 2012 byl jmenován zástupcem náčelníka generálního štábu. V prosinci 2014 jej vláda potvrdila coby nástupce Bennyho Gance v pozici náčelníka generálního štábu, jíž se ujal 16. února 2015. V roce 2019 jej v této funkci vystřídal Aviv Kochavi.